# Minami-Asagaya (métro de Tokyo)
Minami-Asagaya (南阿佐ケ谷駅, Minami-Asagaya-eki) est une station du métro de Tokyo sur la ligne Marunouchi dans l'arrondissement de Suginami à Tokyo. Elle est exploitée par le Tokyo Metro.

## Situation sur le réseau
La station Minami-Asagaya est située au point kilométrique (PK) 1,5 de la ligne Marunouchi.

## Histoire
La station a été inaugurée le 1er novembre 1961 sur la ligne Marunouchi.

## Services aux voyageurs

### Accès et accueil

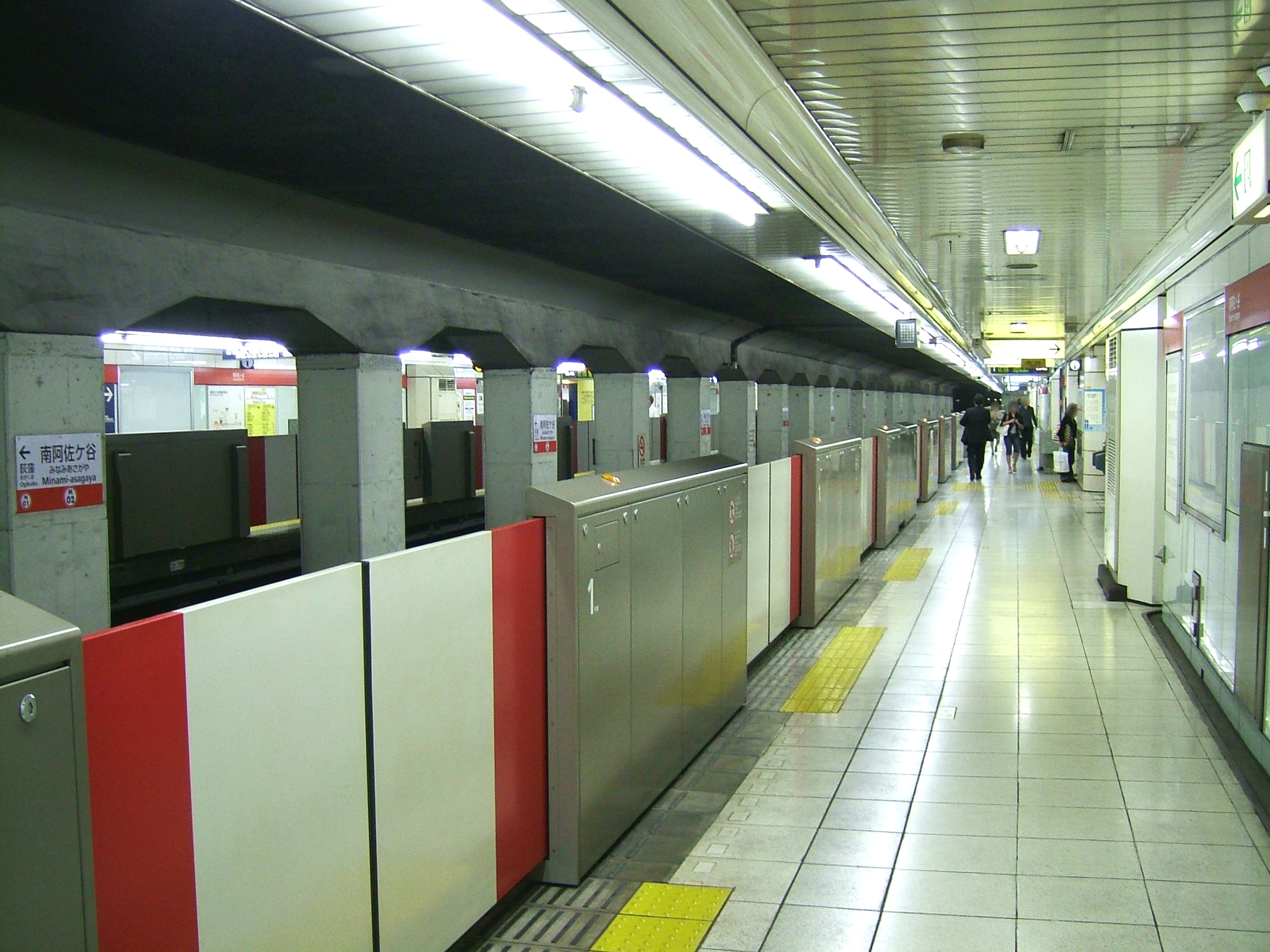
Quais de la ligne Marunouchi

La station est ouverte tous les jours.
En moyenne en 2015, 25 179 voyageurs ont fréquenté quotidiennement la station.

### Desserte
Ligne Marunouchi :
- voie 1 : direction Ogikubo
- voie 2 : direction Ikebukuro

## A proximité
- Asagaya